# Monyea Pratt
Monyea Durell Pratt (* 11. Juli 1985 in Birmingham (Alabama)) ist ein US-amerikanischer Basketballspieler.

## Werdegang
Pratt war als Student in seinem Heimatland Mitglied der Basketballmannschaften des Lawson State Community College in der NJCAA, dann bis 2007 des Stillman College in der zweiten NCAA-Division.
In der Saison 2007/08 stand er in Deutschland beim Regionalligisten BC Weißenhorn unter Vertrag und erzielte im Mittel 18 Punkte je Begegnung. Anschließend beendete er vorerst seine Basketballlaufbahn. 2009 kehrte Pratt nach Deutschland zurück und führte den USC Leipzig (später Uni-Riesen Leipzig) im Spieljahr 2009/10 mit einem Punktedurchschnitt von 25 je Begegnung an. Er kam ebenfalls auf fast 10 Rebounds sowie 7 Korbvorlagen und 4 Ballgewinne je Begegnung. Als Tabellenzweiter der 1. Regionalliga Süd-Ost stieg Pratt 2010 mit Leipzig in die 2. Bundesliga ProB auf. In dieser Spielklasse war Pratt mit den Sachsen bis 2012 vertreten. Zwischenzeitlich gehörte er 2010 in der US-Liga Continental Basketball League zur Mannschaft Birmingham Steel.
Im Sommer 2012 nahm der Flügelspieler ein Angebot des deutschen Zweitligisten Cuxhaven BasCats an. Pratt bestritt in der 2. Bundesliga ProA insgesamt 34 Einsätze für die Niedersachsen und erzielte im Durchschnitt 11,1 Punkte je Begegnung.
Von 2013 bis 2015 stand Pratt in Frankreich bei Étoile Charleville-Mézières unter Vertrag, trat mit der Mannschaft 2013/14 in der dritten und 2014/15 in der zweiten Liga des Landes an. Es folgten zwei Jahre in der finnischen Korisliiga, hernach wechselte Pratt nach Rumänien. Mit CSU Sibiu ging er 2018 im europäischen Vereinswettbewerb FIBA Europe Cup ins Rennen. Zu dem Verein kehrte er im Dezember 2022 zurück und trat mit diesem später erneut im FIBA Europe Cup an.
Im Alter von 39 Jahren wechselte Pratt im Sommer 2024 innerhalb Rumäniens zu CSM Constanța und kehrte Mitte Februar 2025 abermals zu CSU Sibiu zurück.